# Duse
För andra betydelser, se Duse (olika betydelser).
Duse är en svensk adlig ätt.
Lågfrälsesläkt härstammar från Småland, den äldste kända stamfader var Måns Duss, hövitsmannen mellan 1520 och 1521 för allmogen i Östra härad i Småland Hans sonson, Bengt Pärsson (Duse) (död 1618), adlades med adligt stånd och sköldemärke den 9 juli, år 1576 på Stockholms slott av Johan III. Ätten introducerades genom lottning mellan 10 mars och 4 april 1625 under nuvarande nummer 119 med namnet Duse. 
Ätten uppflyttades den 3 november 1778 i den då återinrättade andra klassen, riddarklassen, Bengt Duses avkomlingar i femte led, ryttmästaren Samuel Duse (1684–1720) och Jonas Adam Duse (1691–1720), bildade ättens båda huvudgrenar. Den första grenen dog troligen ut på 1820-talet och andra utgick på svärdssidan den 14 september 1992 men fortlever på spinnsidan. 
En stor mängd personer, särskilt i Småland, har burit namnet Duse och även hävdat tillhörighet till den adliga ätten, vilket dock ej kunnat styrkas.

## Blasonering
Bengt Pärsson (Duse) erhöll 1576 som sköldemärke en duva av silver i ett blått fält.
| ” | een försölfradt duffwa wtj ett blåt fieldh, Item een öpen tornere hielm i krantzen och hielm teket huit och blåt, der Åffwan wppå och een försölfrat dufwa, så att alle och alle hans Ächta barn och efter kommande arfwingar samme skiöldh och Skiöldmerke. | „ |
| – Sköldebrevsavskrifter, RHA, 02:025, (1576-08-09). Transkription: Karin Borgkvist Ljung, 2017-09-21. | |   |